# 鄭撥
鄭 撥（チョン・パル、てい はつ、1553年 - 1592年）は、李氏朝鮮時代の武官。字は子固。

## 生涯
鄭明善の子。25歳で科挙の武科に合格。
文禄の役では、1592年4月12日（和暦）に日本軍が釜山沖合の絶影島に停泊し、偵察を行って翌日の上陸を決定した。一方、釜山鎮を守備する釜山鎮水軍僉使（水軍の武官。略称、釜山僉使）だった鄭撥は、戦船3隻を率いて日本艦隊を発見し、ただならぬ気配に釜山鎮城に戻った。鄭撥は日本軍の手に渡らないように軍船を沈め、軍民を動員して抗戦準備を命じた。
4月13日、予定通り釜山に上陸した小西行長や宗義智などの日本軍は、書状を以て仮道入明（明へ行くために道を貸して欲しい）を要求したが、鄭撥は拒絶し、午前6時頃から攻城戦が始まった（釜山鎮の戦い）。黒色の甲冑を纏った鄭撥は激しく抵抗したが、日本軍の攻撃に抵抗しきれず、部下より脱出を薦められた鄭撥は拒否し、釜山鎮城は昼頃陥落した。釜山鎮城南門に登った鄭撥は、最後まで戦えと号令する最中に日本軍の銃弾に当たり、戦死したともいう（異説あり）。
死後、李氏朝鮮は忠烈公の諡号を賜り、左賛成（チャチャンソン）を追叙された。1607年、もともと葬られていた宋象賢（東萊城城守将）らとともに東萊の忠烈祠に祀られた。